# الله (كتاب في نشأة العقيدة الإلهية)
الله (كتاب في نشأة العقيدة الإلهية) هو كتاب للأديب والمفكر عباس محمود العقاد يتناول فيه مراحل تطور العقيدة الإلهية لدى الإنسان منذ أن اتخذ رباً وحتى معرفته بالإله الواحد، يقول الكاتب في أصل العقيدة الإلهية أن الإنسان ترقى في العقائد كما ترقى في العلوم والصناعات، وتناول الكاتب مراحل وأطوار العقيدة الإلهية منذ بداية الاعتقاد بالتعدد لدى الأمم البدائية حيث كان يتخذ الإنسان الأول عشرات الأرباب والألهة، والمرحلة الثانية وهي مرحلة التمييز والترجيح وهي الاعتقاد بالتعدد مع بروز ورجحان أحد تلك الآلهة ليكون هو أعظمهم، وحتى أن وصل الإنسان إلى مرحلة التوحيد ومعرفة الإله الواحد وفي هذه المرحلة تجتمع سائر الأمة لعبادة إله واحد ولا تصل الأمة إلى هذه الوحدانية إلا بعد أزمنة وحضارات تشيع فيها المعرفة والفكر ويتعذر على العقل قبول ما كان سائداً في الحضارات البدائية من خرافات، ويبدأ الإنسان في هذه المرحلة الجديدة ومع كونها وحدانية ناقصة إلا أنه يبدأ بوصف الله بصفات تقترب من الكمال والتقديس.

## موضوعات الكتاب
ينقسم الكتاب إلى عدة موضوعات تتناول تاريخ تطور مفهوم الاله لدى الحضارات القديمة مثل حضارة مصر والهند وفارس وبابل وكذلك اليونان وما انتشر خلالها من تعدد الألهة والأرباب وعبادة الطواطم والأسلاف
ثم تحدث عن مرحلة جديدة في تطور هذه المفاهيم عن العقيدة الالهية في الفسلفة والأديان السماوية الثلاث الإسلام والمسيحية واليهودية، تناول بعد ذلك مراحل تطور مفهوم العقيدة الالهية لدى الأديان بعد أن تقدم الإنسان في دراسة الفلسفة واختلاطه بمذاهبها.
ثم قام بسرد المواقف الفلسفية المختلفة لدى الفلسفات القديمة وحتى الفلسفات الحديثة المعاصرة ومنها مواقف الماديين والجدل القائم حول أزلية المادة والعلة الأولى.

## فصول الكتاب
- تقديم
- أصل العقيدة
- أطوار العقيدة الالهية
- الوعى الكوني
- الله الذات
- مصر
- الهند
- الصين واليابان
- فارس
- بابل
- اليونان
- مرحلة جديدة في الدين
- بنو إسرائيل
- الفلسفة
- المسيحية
- الإسلام
- الأديان بعد الفلسفة
- اليهودية بعد الفلسفة
- المسيحية بعد الفلسفة
- الإسلام بعد الفلسفة
- الفلسفة بعد الأديان الكتابية
- التصوف
- براهين وجود الله
- البراهين القرآنية
- آراء الفلاسفة المعاصرين
- العلوم الطبيعية والمباحث الالهية
- خاتمة المطاف

## اقتباسات
"ترقى الإنسان في العقائد كما ترقى في العلوم والصناعات.
فكانت عقائده الأولى مساوية لحياته الأولى، وكذلك كانت علومه وصناعاته. فليست أوائل العلم والصناعة بأرقى من أوائل الديانات والعبادات، وليست عناصر الحقيقة في واحدة منها بأوفر من عناصر الحقيقة في الأخرى.
وينبغي أن تكون محاولات الإنسان في سبيل الدين أشق وأطول من محاولاته في سبيل العلوم والصناعات لأن حقيقة الكون الكبرى أشق مطلبا وأطول طريقا من حقيقة هذه الأشياء المتفرقة التي يعالجها العلم تارة والصناعة تارة أخرى.
"وقد جهل الناس شأن الشمس الساطعة، وهي أظهر ما تراه العيون وتحسه الأبدأن، ولبثوا إلى زمن قريب يقولون بدورانها حول الأرض، ويفسرون حركاتها وعوارضها كما تفسر الألغاز والأحلام. ولم يخطر لأحد أن ينكر وجود الشمس لأن العقول كانت في ظلام من أمرها فوق ظلام. ولعلها لا تزال.
فالرجوع إلى أصول الأديان في عصور الجاهلية الأولى لا يدل على بطلان التدين، ولا على أنها تبحث عن محال وكل ما يدل عليه أن الحقيقة الكبرى أكبر من أن تتجلى للناس كاملة شاملة في عصر واحد، وأن الناس يستعدون لعرفانها عصرا بعد عصر، وطورا بعد طور، وأسلوبا بعد أسلوب، كما يستعدون لعرفان الحقائق الصغرى، بل على نحو أصعب وأعجب من استعدادهم لعرفان هذه الحقائق التي يحيط بها العقل ويتناولها الحس والعيان"